# Polystichum submarginale
Polystichum submarginale là một loài thực vật có mạch trong họ Dryopteridaceae. Loài này được (Baker) Ching ex P.S. Wang miêu tả khoa học đầu tiên năm 1992.